# Arnold Rikli

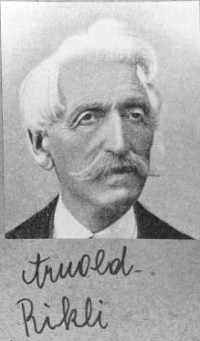
Arnold Rikli.

Arnold Rikli, född 13 februari 1823 i Wangen an der Aare, Schweiz, död 30 april 1906 i Sankt Thomas, Kärnten, var en schweizisk naturläkare.
Rikli lanserade ett flertal hälsobefrämjande och läkande terapier, de flesta byggde på att den nakna människokroppen skulle exponeras för vatten, luft och/eller solljus. Han var även en tidig föregångare för de sociala och kulturella reformströmningar som i tyskspråkiga områden har kallats lebensreform.

## Biografi
Rikli föddes i en välbeställd schweizisk familj som en av tre söner. Fadern ägde en fabrik och ville att sönerna skulle fortsätta den banan. Arnold och hans bror Karl sändes till Seebach vid Klagenfurt, Österrike, där de byggde en ny fabrik för garvning och färgning av läder. Rikli blev sjuk av arbetet och uppfattade att orsaken var att han exponerats för kemikalier i arbetet. Han sökte därför en plats för rekreation och tillfrisknande och upptäckte orten Bled i Slovenien som har ett mycket behagligt klimat. Han besökte platsen första gången år 1852 och trivdes bra. Han lämnade familjeföretaget för att i stället från år 1854 helt ägna sig åt sin metod för hälsovård. 
I Bled utvecklade han ett centrum för helio-hydroskopisk behandling. Metoden grundade sig på kallbad, solbad och vandring. För Rikli var uteluften, solen och vattnet källan till hälsa. Hans kända ord var: “vatten är bra, luft är bättre men bäst är solljus.” Gäster och patienter bodde i speciellt uppförda hus, badade i badkar och vandrade nakna i omgivningarna, främst i det närliggande bergsområdet Straža (som idag är en skidort). Dessa nakenvandringar fick uppmärksamhet både internationellt och bland lokalbefolkningen.
Rikli blev inte populär bland lokalbefolkningen, han lärde sig aldrig det sloveniska språket trots att han bodde på platsen i 52 år. Han kallades "Švajcar" (Schweizaren) eller "Sol-doktorn".
Genom Rikli fick orten stor uppmärksamhet. Runt hela världen spreds att Bled hade en luft och en natur som var bra för hälsan. Det byggdes hotell och badhus. År 1903 fick Bled pris, en guldmedalj, på en internationell mässa för kurorter i Wien. År 1906, samma år som Rikli dog, blev Bled rankad som det bästa turistmålet i Österrike-Ungern. Under första världskriget lades verksamheten ned.  
Som en av hans lärjungar räknas konstnären Karl Wilhelm Diefenbach, som utifrån Riklis principer år 1897 skapade en liknande plats nära Wien. På Riklis kurort träffades också Henri Oedenkoven, Ida Hofmann och bröderna Karl och Gusto Gräser, som tillsammans hösten 1900 skapade kolonin Monte Verità vid Ascona.
Riklis metoder, kombinerade med nyare terapier, fortsätter idag på Hotel Golf i Bled och varje år i juli anordnas "Riklis idrottsdagar" och vandringar på Riklis vandringsleder. 
Sedan 1989 delas årligen ett ”Arnold-Rikli-Pris” ut för framsteg inom medicinska ljusbehandlingar.